# A Floresta
A Floresta é um livro infantil escrito por Sophia de Mello Breyner Andresen em 1968.
É um livro que fala sobre uma menina chamada Isabel que tinha uma grande casa e, um sábado, quando andava a passear pela sua quinta encontrou uma árvore cujas raízes davam uma casa para anões e então a menina construiu isso mesmo. Um dia quando voltou a ir ver a sua casinha estava la dentro um anão de verdade e acabaram por fazer amizade. Ao escrever o livro, a autora inspirou-se em sua própria infância e no sítio de sua avó, no atual Jardim Botânico do Porto.